# Kübra Gümüşay

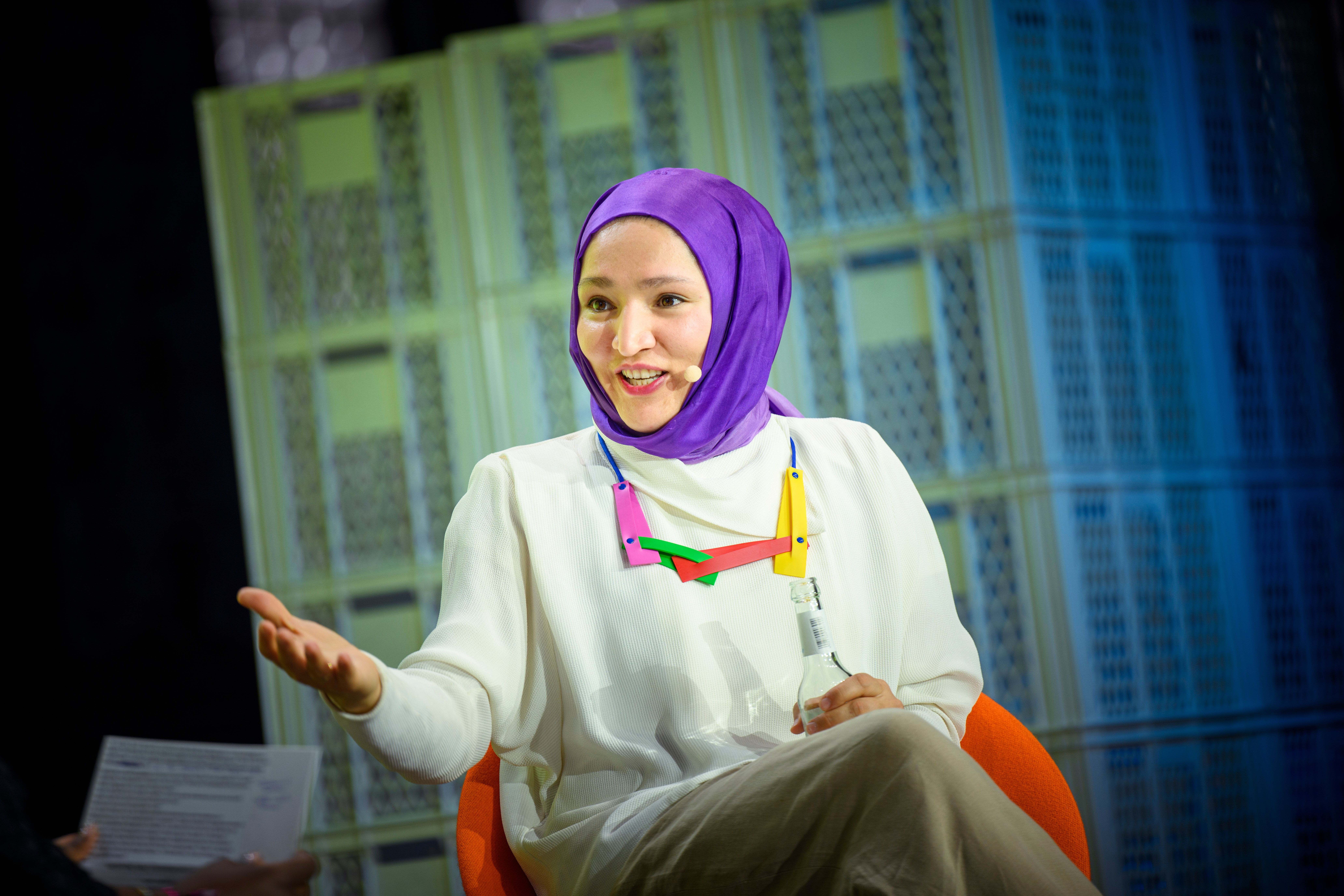
Kübra Gümüşay

Kübra Gümüşay (1988) is een Turks-Duitse denker, schrijfster en activist. Via haar werk richt ze zich op sociale rechtvaardigheid en inclusiviteit. In 2018 stond ze op de Europese '30 under 30-lijst' van Forbes. Ze is onder andere bekend van verscheidene campagnes tegen racisme en seksueel misbruik. In mei 2022 verscheen haar boek Spreken en Zijn (originele titel: Sprechen und Sein). Met dit boek stond ze op de nominatie lijst van de WBG non-fictie boeknominaties.

## Projecten en campagnes
Gümüşay heeft aan verschillende projecten bijgedragen.
- Future_S: een feministische onderzoeksorganisatie
- Eeden: een ruimte in Hamburg waar vrouwen kunnen creëren
- Progressomachine: een inclusieve en intersectionele kieswijzer voor de Duitse verkiezingen van 2021.

Naast haar eigen projecten en campagnes, spreekt ze ook geregeld op festivals of andere evenementen over haar werk. In oktober 2022 sprak ze bijvoorbeeld over haar boek Spreken en Zijn en de impact van taal tijdens het Brainwash festival in Amsterdam.